# Is It True?
«Is It True?» (с англ. — «Это правда?») — песня, которую исполнила представительница Исландии Йоханна на конкурсе песни «Евровидение 2009» в Москве. Йоханна с этой песней заняла второе место и набрала 218 очков.

## История создания
Песня «Is It True?» была написана Оскаром Поллом Свейнссоном, Кристофером Нилом и Тинатин Джапаридзе для альбома Тинатин, который она записывала в Лондоне несколько лет назад, однако в него запись не вошла, так как не совсем подходила под формат альбома и лежала, ожидая своего часа. «Оскар позвонил мне позже и спросил, может ли он выставить эту песню на Евровидение», — объясняет живущая в Нью-Йорке Тинатин. — «Он был уверен в том, что она выйдет в финал, но мы не рассчитывали на победу во всем конкурсе и никто из нас, авторов, на отборе не присутствовал».

## Описание
Очень лиричная, красивая и мечтательная композиция, мощная баллада с текстом, который каждый может связать с самим собой.
Во время подготовки к конкурсу Евровидение 2009 песня была переведена на немецкий, испанский, французский и русский языки. Все версии исполнялись Йоханной с целью привлечения дополнительного внимания к песне. Русская версия «Я не сплю» исполнялась на пресс-конференции после полуфинала. Также существуют альтернативные версии песни на русском языке.

## Чарты 2009
| Страна         | Высшая позиция |
| -------------- | -------------- |
| Бельгия        | 23             |
| Дания          | 16             |
| Финляндия      | 4              |
| Греция         | 4              |
| Исландия       | 1              |
| Ирландия       | 28             |
| Норвегия       | 3              |
| Россия         | 121            |
| Швеция         | 2              |
| Швейцария      | 9              |
| Великобритания | 49             |